# Wumengius fengi
Wumengius fengi (лат.) — вид пещерных жуков-трехин, единственный представитель монотипического рода Wumengius из семейства жужелицы (Carabidae). Эндемик Китая. Название вида дано в честь Mr. Zegang Feng, эксперта по ложноскорпионам из Hebei University (Baoding) и коллектора типовой серии. Родовое название образовано от имени гор Вуменг (Wumeng), которые простираются в западной Юньнани и северо-западной провинции Гуйчжоу.

## Распространение
Китай (Гуйчжоу). Известен только из пещеры Da Dong (Shuicheng).

## Описание
Слепые троглобионты с длинными 11-члениковыми усиками и тонкими ногами. Длина 6,0 мм; ширина 2,0 мм. Тело желтовато-коричневое, но щупики и лапки бледные; умеренно блестящее и всё тело голое, хотя щёки с несколькими волосками и боковые края надкрылий покрыты короткими волосками; микроскульптурные гравированные сетки более или менее изодиаметрические на голове, умеренно поперечные на переднеспинке и надкрыльях; переднеспинка значительно короче надкрылий. Род Wumengius отличается нерасширенными передними лапками у самцов, базальными ямками ментума с парой волосков, 2-я лабиальная пальпа однощетинковая по внутреннему краю, а лабрум глубоко бисинуирован по фронтальному краю. Хорошо выраженные лобные борозды и хаетотаксальный рисунок надкрылий указывают на то, что это вид анофтальмического типа. Он отличается от Guizhaphaenops, полуафаэнопсического рода, обитающего в северо-западном Гуйчжоу и северо-восточной Юньнани, полными фронтальными бороздами (против частично редуцированных у Guizhaphaenops), субкордатным пронотумом (против округло-яйцевидного у Guizhaphaenops) и агрегированными плечевыми сетами на маргинальных порах (не агрегированными у Guizhaphaenops).
Wumengius отличается от рода Dongoblemus Deuve & Tian 2016, распространенного в Kema Dong из Zhenxiong, который находится недалеко от Da Dong, по следующим при знакам: (1) максиллярный щупик 3 голый, против нескольких волосков у Dongoblemus; (2) каждая сторона базальной фовеа ментума с волоском, против отсутствия базальной фовеа волоска у Dongoblemus; (3) мандибулярный зуб трехзубцоый, против двузубого у Dongoblemus; (4) переднеспинка без задних латеро-маргинальных пор, которые присутствуют у Dongoblemus; и дорсальные поры надкрылий на бороздке 3, против на бороздке 4 у Dongoblemus. Вид был впервые описан в 2023 году китайскими энтомологами (Mingyi Tian, Sunbin Huang, Xinyang Jia; Department of Entomology, College of Plant Protection, South China Agricultural University, Гуанчжоу, Китай).